# Grande Belt

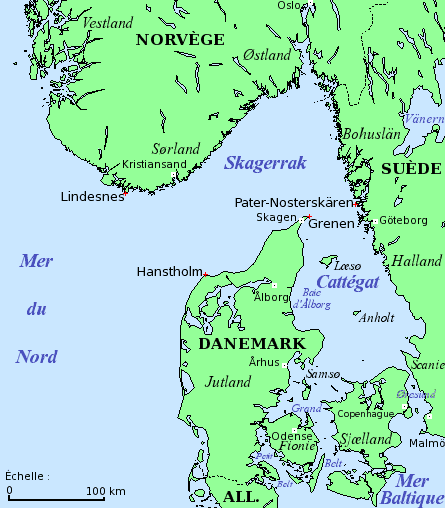
Grande Belt.

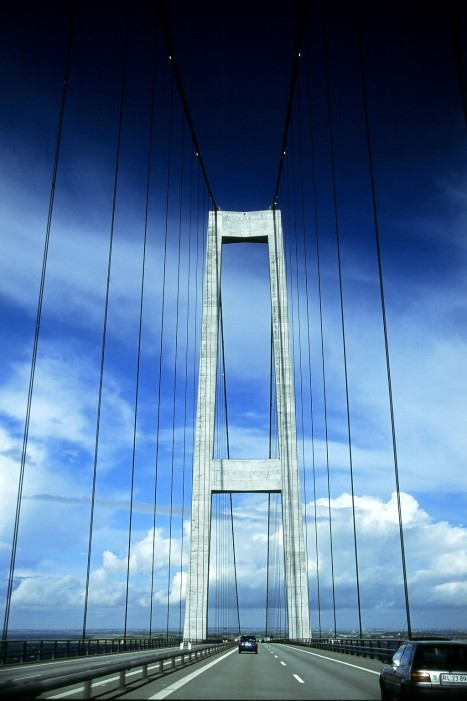
Ponte sobre o Grande Belt.

O Grande Belt (dinamarquês:Storebælt) é um estreito entre as ilhas dinamarquesas de Zelândia e Funen. Desde 1997 as ilhas estão ligadas pela ponte do Grande Belt. É um dos três principais estreitos dinamarqueses (Øresund, Grande Belt e Pequeno Belt).